# Cardet
Cardet ist eine französische Gemeinde mit 922 Einwohnern (Stand 1. Januar 2022) im Département Gard in der Region Okzitanien.

## Geografie
Cardet liegt 11 Kilometer südlich der Stadt Alès und 48 Kilometer nordöstlich von Montpellier. Unmittelbar nördlich des Kernorts fließt der Gardon d’Anduze, der aus dem zehn Kilometer westlich gelegenen Ort Anduze kommt und einige Kilometer weiter im Osten in den Gardon mündet; trotz der Nähe zum Ort gehört lediglich ein kleiner Teil des Flusses zum Gemeindegebiet, welches darüber hinaus vom Bach Gasferrier durchflossen wird. Das in Reichweite der Cevennen gelegene Dorf wird von großen landwirtschaftlichen Flächen umgeben, wobei gerade der Weinbau eine hervorgehobene Bedeutung besitzt.
Die Nachbargemeinden von Cardet sind Ribaute-les-Tavernes im Norden, Massanes im Nordosten, Cassagnoles im Osten, Lédignan im Südosten, Saint-Jean-de-Serres im Süden und Lézan im Westen.

## Infrastruktur
In direkter Nähe zum östlichen Ortsausgang befindet sich als regionale Verkehrsachse die Fernstraße D 6110, die Richtung Norden an die Stadt Alès und Richtung Süden an Sommières und im weiteren Verlauf an Montpellier anbindet. Eine davon abzweigende lokale Straße stellt die Verbindung zu Lézan und Anduze her.

## Geschichte
In früheren Zeiten trug der Ort den Namen Saint Saturnin de Coiran und befand sich nicht an seiner heutigen Position im Tal, sondern auf den umliegenden Hügeln. Das Tal enthielt zunächst nicht mehr als einige Ansiedlungen, die unter dem Namen Mas de Cardet zusammengefasst wurde. Es war das am Ufer des Gardon d’Anduze gelegene Schloss, das den Ausgangspunkt für die im frühen 19. Jahrhundert beginnende Verschiebung des Dorfes hin zum Tal bildete. Die Fokussierung auf die neue Lage im Tal wurde endgültig, als dort zwischen 1880 und 1882 sowohl eine Schule als auch die Gemeindeverwaltung in der Mairie angelegt wurden. 1911 wurden die bestehenden Strukturen durch ein Postbüro ergänzt. Cardet wurde wenige Jahre darauf schwer vom Ersten Weltkrieg getroffen und hatte 28 Tote zu beklagen, die auf einem Kriegerdenkmal verewigt sind. Nach dem Krieg schlossen sich die zahlreichen Weinerzeuger 1924 in einer Winzergenossenschaft zusammen. Während des Zweiten Weltkriegs und der von 1940 bis 1944 andauernden Besatzung durch die Deutschen war das von Truppen weitgehend freigebliebene Dorf ein Stützpunkt der Résistance.

### Bauwerke
Cardet zählt zu einer Region im stark katholisch geprägten Frankreich, in der die protestantische Minderheit sehr stark vertreten ist. Entsprechend wurde im 17. Jahrhundert eine protestantische Kirche errichtet, die als eine von wenigen die Rücknahme des Edikts von Nantes im Jahr 1685 überstand. Der Grund dafür war, dass sie zu diesem Zeitpunkt in die Hände der Katholiken fiel, ehe sie mit der Französischen Revolution rund 100 Jahre später wieder protestantisch wurde. 
Das Schloss des Ortes wurde ursprünglich im 13. Jahrhundert errichtet und um 1710 vom damaligen Feudalherren des Ortes äußerlich stark verändert. Es existiert bis heute und befindet sich in Privatbesitz.

## Bevölkerungsentwicklung
| Jahr      | 1962 | 1968 | 1975 | 1982 | 1990 | 1999 | 2010 | 2017 |
| --------- | ---- | ---- | ---- | ---- | ---- | ---- | ---- | ---- |
| Einwohner | 548  | 542  | 472  | 503  | 569  | 643  | 859  | 871  |

Im Jahr 1793 wurde die Gemeinde von 421 Menschen bewohnt und sie erlebte anschließend zunächst Schwankungen in beide Richtungen, bis sie auf 507 Einwohner im Jahr 1861 anstieg. Den Großteil des 20. Jahrhunderts hindurch wurde ein Niveau von 500 bis 600 Bewohnern gehalten, ehe es in den 1970er-Jahren zuerst zu einem Abwärts- und anschließend zu einem starken Aufwärtstrend kam und im frühen 21. Jahrhundert die 800-Einwohner-Marke überschritten wurde.